# Amphiprion latezonatus
Amphiprion latezonatus là một loài cá hề thuộc chi Amphiprion trong họ Cá thia. Loài này được mô tả lần đầu tiên vào năm 1900.

## Từ nguyên
Từ định danh được ghép bởi hai tính từ trong tiếng Latinh: latus ("rộng rãi") và zonatus ("có vệt sọc"), hàm ý đề cập đến dải sọc mang hình dạng kim tự tháp ở giữa thân của loài cá này.

## Phạm vi phân bố và môi trường sống
A. latezonatus có phạm vi phân bố dọc theo bờ biển phía đông của Úc, chủ yếu gần biên giới hai bang Queensland và New South Wales, bao gồm cả đảo Lord Howe và đảo Norfolk ở ngoài khơi. Độ sâu mà loài này được tìm thấy trong khoảng 5–45 m.
Ban đầu, A. latezonatus chỉ được biết đến là sống cộng sinh với một loài hải quỳ là Heteractis crispa, nhưng sau đó có thêm hai loài hải quỳ nữa được phát hiện là Entacmaea quadricolor và Stichodactyla gigantea.

## Mô tả
A. latezonatus có chiều dài cơ thể tối đa được ghi nhận là 15 cm. A. latezonatus có màu nâu sẫm với ba dải sọc trắng; dải ở giữa rất rộng và có hình dạng của một kim tự tháp phẳng chóp. Môi trên có một vệt sọc màu xanh lam sáng. Vây đuôi có dải trắng mờ ở rìa sau.
Dải trắng hình kim tự tháp đặc trưng của A. latezonatus giúp phân biệt chúng với những loài cá hề khác, đặc biệt là hai loài có cùng kiểu hình (thân nâu/đen với ba dải sọc trắng) là Amphiprion polymnus và Amphiprion sebae.
Số gai ở vây lưng: 10; Số tia vây ở vây lưng: 15–16; Số gai ở vây hậu môn: 2; Số tia vây ở vây hậu môn: 13–14.

## Sinh thái học

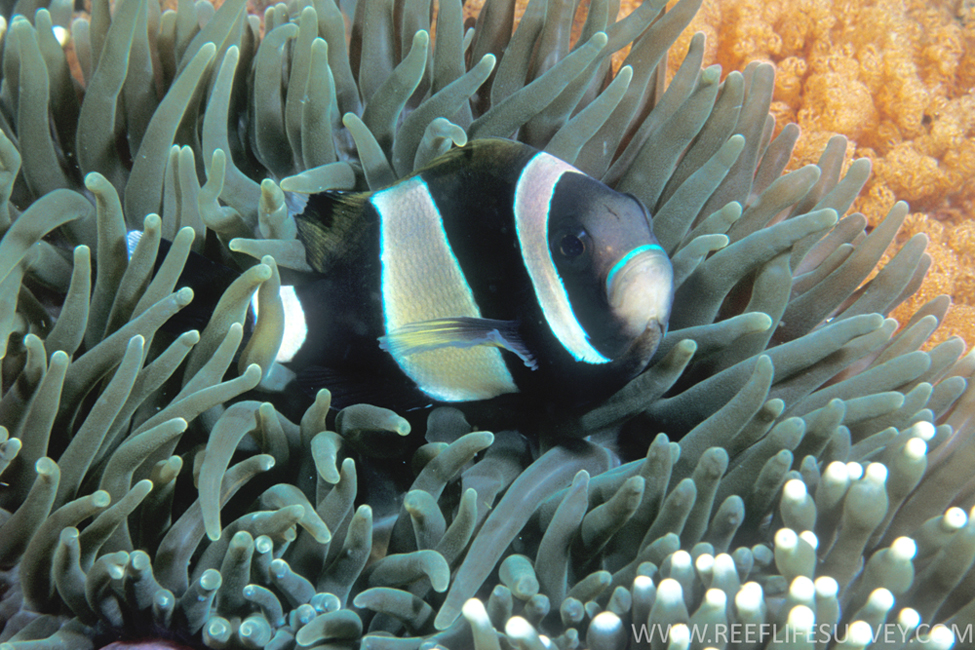
A. latezonatus và hải quỳ H. crispa

Cũng như những loài cá hề khác, A. latezonatus là một loài lưỡng tính tiền nam (cá cái trưởng thành đều phải trải qua giai đoạn là cá đực) nên cá đực có kích thước nhỏ hơn cá cái. Một con cá cái sẽ sống thành nhóm cùng với một con đực lớn (đảm nhận chức năng sinh sản) và nhiều con non nhỏ hơn. Trứng được cá đực lớn bảo vệ và chăm sóc đến khi chúng nở.
Thức ăn của A. frenatus là động vật phù du, một số loài thủy sinh không xương sống và tảo.

## Thương mại
A. latezonatus được đánh bắt bởi những người thu mua cá cảnh và cũng đã được nhân giống trong điều kiện nuôi nhốt.